# Pilomatrixkarzinom
Ein Pilomatrixkarzinom (auch matrikales Karzinom, malignes Pilomatrixom) ist ein sehr seltener bösartiger Hauttumor der Matrixzellen des Haarfollikels. Es ist die maligne Variante des Pilomatrixoms und tritt überwiegend bei männlichen Patienten zwischen dem 40. und 50. Lebensjahr auf. Das Pilomatrixkarzinom neigt dazu, lokal aggressiv und gegen Strahlentherapie resistent zu sein sowie entfernte Metastasen zu bilden. Die Therapie besteht im Entfernen des Tumors mit großem Sicherheitsabstand. Die Rezidivrate liegt bei 50–60 % der Fälle.
Das Pilomatrixkarzinom wurde erstmals von N. Gromiko 1927 beschrieben. Pilomatrixkarzinome kommen auch bei Hunden vor.